# أليسون تايلر
أليسون تايلر (بالإنجليزية: Alison Tyler)‏ هي كاتِبة أمريكية، ولدت في 1970.